# William Marshall (actor)
William Horace Marshall (19 de agosto de 1924 - 11 de junio de 2003) fue un actor, director y cantante de ópera de nacionalidad estadounidense. Interpretó el papel principal en el clásico de blaxploitation Blacula de 1972 y su secuela Scream Blacula Scream (1973), y apareció como el Rey de los dibujos animados en el programa de televisión de la década de 1980 Pee-wee's Playhouse y como el Dr. Richard Daystrom en la serie de televisión Star Trek. Medía 6'5" (1,96 m) de altura y era conocido por su voz de bajo.

## Biografía

### Primeros años de vida
Marshall nació en Gary, Indiana, hijo de Vereen Marshall, dentista, y Thelma (de soltera Edwards).
Asistió a la Universidad de Nueva York como estudiante de arte, pero se transfirió al Actors Studio para estudiar teatro. Estudió en el American Theatre Wing y con Sanford Meisner en el Neighborhood Playhouse.

### Carrera

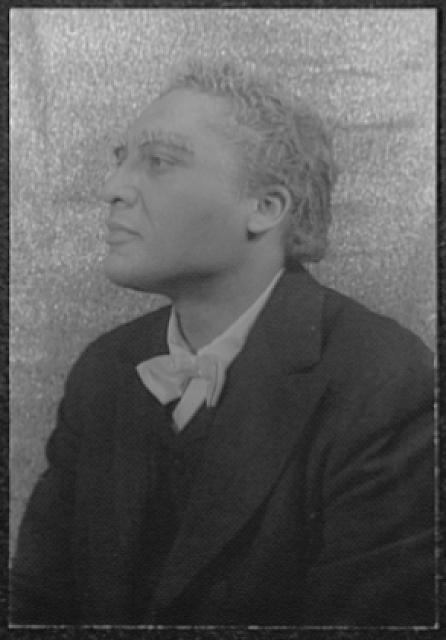
William Marshall como De Lawd en The Green Pastures (1951).

Marshall hizo su debut en Broadway en 1944 en Carmen Jones. En 1950, fue suplente de Boris Karloff como Capitán Garfio en la producción de Broadway de Peter Pan. Interpretó el papel principal de De Lawd en la reposición de The Green Pastures en 1951, un papel que repitió en 1958 en una transmisión de la obra por televisión de la BBC. Actuó en varias obras de Shakespeare en el escenario en los EE. UU. y Europa, incluido el papel principal en al menos seis producciones de Othello. Harold Hobson del London Sunday Times elogió la interpretación de Marshall como "el mejor Otelo de nuestro tiempo".
En 1968, Marshall se unió al Center Theatre Group en el Ahmanson Theatre de Los Ángeles para interpretar a Othello en una versión musical de jazz, Catch My Soul, con Jerry Lee Lewis como Iago.
Marshall interpretó a Paul Robeson y Frederick Douglass en el escenario. Investigó extensamente la vida de Douglass, y en 1983 produjo e interpretó el papel principal en Frederick Douglass: Slave and Statesman.

### Carrera cinematográfica y televisiva
La carrera de Marshall en la pantalla comenzó en la película de 1952 Lydia Bailey como líder haitiana. Siguió con un papel destacado como Glycon, camarada y compañero gladiador de Victor Mature en la película de 1954 Demetrius and the Gladiators. Su comportamiento, voz y estatura le dieron una amplia gama, aunque no era apto para los papeles serviles que se ofrecían con mayor frecuencia a muchos actores negros de su generación. Fue líder del levantamiento Mau-Mau en Something of Value (1957) y el fiscal general Edward Brooke en The Boston Strangler (1968). Probablemente recibió la mayor atención por su papel en la película de vampiros Blacula y su secuela Scream Blacula Scream.
A principios de la década de 1950, Marshall protagonizó brevemente Harlem Detective, una serie sobre policías negros. El programa fue cancelado cuando Marshall fue nombrado comunista en el boletín anticomunista Counterattack.
A pesar de estar en la lista negra debido a sus supuestas conexiones comunistas, Marshall continuó apareciendo tanto en televisión como en películas. Apareció en la serie británica de espías Danger Man en episodios titulados "Deadline" (1962) y "The Galloping Major" (1964). Marshall interpretó el papel del cantante de ópera ambulante Thomas Bowers en el episodio de Bonanza de 1964 "Enter Thomas Bowers", y ese mismo año apareció, con el actor Ivan Dixon, como líder de una nación africana recién independizada y como T.H.R.U.S.H. agente en el episodio de la primera temporada de The Man from U.N.C.L.E. titulado "The Vulcan Affair", también en el episodio de Rawhide de 1964 "Incident at Seven Fingers", donde interpretó a un Buffalo Soldier. En 1968, apareció como el Dr. Richard Daystrom en el episodio de Star Trek "The Ultimate Computer". En 1969, tuvo una aparición especial como invitado como el personaje de Amalek en un episodio de The Wild Wild West titulado "La noche de la reina egipcia". Repitió su personaje de Otelo en 1979 en "Meeting of the Minds" de Steve Allen.
Ganó dos premios Emmy locales por producir y actuar en una producción de PBS, As Adam Early in the Morning, una obra de teatro originalmente representada en el escenario. También apareció en un episodio de The Alfred Hitchcock Hour titulado "The Jar", con los actores Pat Buttram y George Lindsey.
Marshall interpretó al Rey de los dibujos animados en Pee-wee's Playhouse, reemplazando al actor Gilbert Lewis, durante la década de 1980.
En 1985, apareció como estrella invitada en Benson como Mr. Reaper (muerte) temporada 7, episodio 4 "The Stranger"

### Vida posterior y muerte
Además de actuar y producir, Marshall enseñó actuación en varias universidades, incluida la Universidad de California, Irvine y el Instituto Mafundi, una institución afroamericana de arte y música en la sección Watts de Los Ángeles. Hizo un trabajo similar en la Fundación de Artes Creativas ETA de Chicago, que en 1992 nombró a Marshall como uno de sus Hombres Épicos del siglo XX.
Durante 42 años, Marshall fue pareja de Sylvia Gussin Jarrico, exesposa del guionista Paul Jarrico, incluido en la lista negra. Marshall murió el 11 de junio de 2003 por complicaciones derivadas de la enfermedad de Alzheimer y la diabetes. Le sobrevivieron sus hijos Tariq, Malcolm y Claude Marshall y su hija Gina Loring. Los elogios en su funeral incluyeron a Sidney Poitier, Ivan Dixon, Paul Winfield y Marla Gibbs.

### Premios
- Premio Emmy al mejor actor principal en una serie dramática, As Adam Early in the Morning (1974).

## Filmografía
- Lydia Bailey (1952)
- Demetrius and the Gladiators (1954)
- Something of Value (1957)
- Sabu and the Magic Ring (1957)
- La fille de feu (1958)
- The Big Pride (1961)
- Piedra de toque (1963)
- To Trap a Spy (1964)
- Bonanza (1964)
- The Hell with Heroes (1968)
- The Boston Strangler (1968)
- Skullduggery (1970)
- The Mask of Sheba (1970)
- Zig Zag (1970)
- Honky (1971)
- Blacula (1972) – Blacula / Mamuwalde
- Scream Blacula Scream (1973) – Blacula / Mamuwalde
- Abby (1974)
- Twilight's Last Gleaming (1977)
- The Great Skycopter Rescue (1980)
- The Tragedy of Othello (1981)
- Vasectomy: A Delicate Matter (1986)
- Amazon Women on the Moon (1987)
- Maverick (1994)
- Sorceress (1995)
- Dinosaur Valley Girls (1996)